# 坎塔布里亚战争
坎塔布里亚战争（Bellum Cantabricum，公元前29-前19年），有时也称坎塔布连战争和阿斯图里亚斯战争（Bellum Cantabricum et Asturicum）， 是罗马征服伊比利亚半岛期間的最後一場戰役，戰役地點位於現今西班牙西北部的坎塔布里亚、阿斯图里亚斯和莱昂省。
在奥古斯都统治期间，伊比利亞半島內只剩下坎塔布里人、阿斯图尔人和加莱西人仍在抵抗罗马。
奥古斯都于公元前26年移居塞吉萨马（今布尔戈斯省萨萨蒙）亲自督战。公元前19年，戰鬥基本结束。公元前16年又发生小规模叛乱，罗马人因此在今西班牙西北部派駐两个军团，為期七十多年。